# 廖俊波
廖俊波（1968年8月—2017年3月18日），男，汉族，福建浦城人，中华人民共和国政治人物。1992年加入中国共产党，在职研究生学历（中央党校经济管理专业）。曾任中共南平市委常委、副市长、党组成员、武夷新区党工委书记、中共政和县委员会书记等职。2017年3月18日，廖俊波在出差途中遭遇车祸，经抢救无效因公殉职，享年48岁。

## 生平

### 早年经历
1968年8月，廖俊波出生于福建省南平地区浦城县，父亲廖芝根曾是当地乡财政所干事，母亲是一位民办教师。廖俊波在中学就读期间曾留过级，之后他第一次参加高考，由于成绩不佳而落榜。复读一年后的1988年9月，顺利考入南平师范高等专科学校（今武夷学院）物理系，就读期间被推选为系学生会主席，后于1990年7月毕业。
大学毕业后，廖俊波被分配到邵武市大埠岗中学教授物理，当时廖俊波带四个班，还担任初二年级一个班的班主任。廖在备课时有用红笔和黑笔的习惯，他在授课时多采用激励教学法。他带的班级，期末平均成绩在附近四个乡镇的五个学校里排名第一。1992年7月，经大埠岗镇党委会研究决定，廖俊波被提任大埠岗镇文化技术学校教导主任、大埠岗镇党办主任。廖俊波任大埠岗镇文化技术学校教导主任期间，他先在村民小组挑选有经济头脑的村民培训，把他们发展成为种植、养殖大户，然后影响其他的村民。他就任后，大埠岗镇文化技术学校每年均被评为“先进单位”。而他不但自己到村里给农民上课，还把市里的老师请到镇上讲课。

### 初入官场
1995年，林小华担任邵武市市长，当时政府办公室缺人，于是他就叫办公室的人到乡镇一级去抽调几个人。此时，廖俊波被调任邵武市政府办公室科员，而林小华也成为了廖初入政坛的导师。此后廖俊波升任至副主任科员、市委办公室副主任。
1998年6月，南平市遭遇“6.22”特大洪灾，邵武市拿口镇损失惨重，灾后重建任务重。由于当时镇长岗位空缺，因此廖俊波在1998年11月，出任拿口镇党委副书记、镇长。上任后，廖俊波的第一个任务是如何让倒房户次年春节前全部住上新房。为全面掌握情况，廖俊波便开始了走访，总共走访了500多户受灾群众。廖在走访中发现，邵武不少乡镇都受灾严重，大量新房建设使得砖块供不应求，价格大幅上涨。为此，廖俊波联系了福州一砖厂，外调了20多火车的砖头。此举既稳定了市场，也解决了灾户燃眉之急，拿口镇的所有倒房户如期住上新房，在短短的时间内，总共建造了102座的楼房。
随着灾后重建工作于1999年告一段落，廖俊波又开始主持修建长17公里、宽7米的拿朱公路，他为修建拿朱公路总共筹资了600余万元人民币。拿朱公路于2001年底通车，至今从未经历过一次大修。另外在1999年下半年，廖俊波协调邵武市教育局，将拿口镇高中恢复，以解决当地农村孩子16岁左右读完初中后只能到县城读高中的问题。恢复后的拿口镇高中帮助了不少农村孩子完成就读高中的梦想，此后在2004年因生源少、交通条件改善及城里学位供应充足而停办。同年他在朱坊村入户走访时得知，已经收到泉州经贸学院录取通知书的陈艳因家庭经济困难，家人决定让她辍学去镇上的竹筷厂打工挣钱。廖得知此情况后，决定对陈艳资助，连续三年给她寄去两千多元学费直至大学毕业。

### 振兴工业
2001年，当时以农业经济为主导的南平市提出“工业兴市”战略，让廖俊波抓住机遇，开始谋划拿口镇工业平台，他认为有了工业平台，将为拿口发展带来“洼地效应”。廖俊波总共规划了600亩土地，着手建设工业平台，并让拿口镇顺利入选中华人民共和国建设部的“小城市建设试点”，获得启动资金200万。2002年8月，廖俊波担任中共拿口镇党委书记（其间：2002年8月至2002年10月在浙江衢州挂职锻炼）。担任镇委书记后，他得知兴达竹业公司老板吴敏达打算在邵武办个竹制品加工厂，便立即邀请他到拿口镇参观。2003年元旦，兴达竹业正式与拿口镇签约。兴达竹业的厂房用地占地26.4亩，投资500万，于1月14日开始推土，2月5日开工建厂，同年6月正式投产。然而投产之后便出现了一点小风波，当时兴达竹业的房产证未能及时办理，无法抵押贷款，造成资金流转困难。最终在廖俊波的协助下，兴达竹业获得了60万元抵押贷款，使企业顺利起步。另外兴达竹业老板吴敏达和一名本地股东闹矛盾，廖知道此事后，主动从中调解，说服本地股东退出。在廖俊波担任拿口镇党委书记的3年时间里，拿口镇工业平台投资500万元以上的企业就有7家，工业税收从2001年的不足70万，迅速上升到2003年他离任时的260余万元。
2004年2月，廖俊波升任邵武市副市长，分管工业。当时，廖俊波提出要建一座化工产业园。在他的坚持下，邵武在2006年建了全市唯一一个氟化工产业园，然而这个决定引起了争议。在他任职期间，邵武规模工业产值三年翻了近一番。
2006年，廖被调往南平市担任市政府办副秘书长，2007年兼任荣华山产业组团党工委书记。同年6月13日，南平市政府决定在浦城建立工业园区。廖俊波特别把自己乘坐的那辆公务越野车的车牌号定为闽H00613，以纪念这个日子。经历了三年的发展，荣华山组团共落地23个项目。他以2000万的启动资金为起点，撬动了数十亿元的投资，在2016年实现85.05亿元的规模工业产值。

### 主政政和
2011年6月，廖俊波调任中共政和县委书记，当时正值中央支持福建加快发展和省委扶持贫困地区发展的重大机遇期。上任后，廖俊波在县里调研了两个月，到乡镇、社区、企业了解情况。调研后的同年8月，他与政和县200名副科级以上单位负责人召集在一起，开了三天经济社会发展务虚会。经过讨论，会议确定政和县在抓好农业农村工作的基础上，突破“四大经济”，即工业、城市、旅游和回归经济。根据“四大经济”，廖提出了最重要的节点工程，成立了十三个项目组，然后根据四套班子的特点以及干部的性格、特长分配任务，从十三个项目组开始重点突破。
廖还把县委、人大、政府、政协四套班子进行了“捆绑运作”，全部推到了一线，四套班子的领导分别负责若干个项目组的运作。他还出台了奖惩措施，每年评选一次“创业功臣”，被评上的干部，奖励现金2万元，并“官升一级”；同时县里出台规定，对不合适的领导干部进行调整。2012年春节，廖俊波通过电视向政和人民拜年，说出了“一切为了政和的光荣与梦想”的口号。
自廖俊波担任政和县委书记后，2012年，政和县县域经济发展指数在全省提升35位，2013年、2014年、2015年连续三年获全省发展十佳，各经济指标均实现翻倍，结束了多年来福建“省尾”的历史。在经济发展方面，廖俊波用全新的行政理念和产业思维，兴建了省级工业园区，推行审联批制度，并力推农村小额信贷。他还振兴了当地的电商产业，让其电商发展指数居福建全省前列，全县有3600名电商从业人员，交易额达数亿元。另外，在廖任职书记前，政和县有多人上访；任职后，上访现象也出现了减少。由于在政和县工作时政绩优异，因此在2015年6月，廖俊波被中共中央组织部授予“全国优秀县委书记”称号，并受到中共中央总书记习近平的亲切会见。

### 主政武夷新区
2015年11月20日，廖俊波当选为南平市人民政府副市长。2016年8月，兼任武夷新区党工委书记，同年10月14日，当选为中共南平市委常委。他就任武夷新区党工委书记后，其第一个工作任务是在两年内完成庞大体量的城市建设。2017年春节后，廖俊波创造了“俊波速度”，喊出“开局就是要决战，起步就是要冲刺”的口号，要求所有领了任务的干部“项目只增不减，时间只能提前不能推后”。

### 逝世与纪念
2017年3月18日晚，廖俊波在家吃完饭后，搭乘轿车随其余三人前往武夷新区主持协调会，当日南平下起了大雨。19时35分，轿车在行驶到长深高速小桥服务区时发生侧滑，猛地撞到护栏上，当时处于睡眠状态的廖俊波被甩出车外。廖俊波后送入建瓯市人民医院急救室抢救，最终因医治无效而逝世，享年48岁。
廖俊波的追悼会于3月24日在南平市殡仪馆举行。由于各界人士纷纷要求现场祭奠，因此中共南平市委决定对现场悼念人数予以控制。但仍然有近千人参加遗体告别仪式，敬献花圈的数量达1500枚，悬挂挽联的数量达1000多副。由于前来悼念的人很多，遗体告别仪式持续了半个多小时。另据不完全统计，截至3月25日，有超过40万人自发通过网络悼念廖俊波。
有粗略统计，廖俊波生前总共建设了4座工业园，造了半座新城，其修建的路桥数量更是难以统计。
2017年4月14日，中共中央总书记、国家主席、中央军委主席习近平作出指示，号召向廖俊波学习；此后中共福建省委、中共中央追授廖俊波“全省优秀共产党员”和“全国优秀共产党员”荣誉称号，中共福建省委还发文决定在全省开展向廖俊波学习的活动。
2017年6月20日，中共中央宣传部向全社会公开发布廖俊波的事迹，并追授他“时代楷模”荣誉称号。翌日（6月21日），中组部、中宣部和中共福建省委联合在人民大会堂举办廖俊波先进事迹报告会，向会场上的700多人介绍廖俊波的事迹。同年11月，获得第六届全国道德模范敬业奉献类奖项。
2018年2月，当选为感动中国2017年度人物。

## 评价
据曾与廖俊波共事过的领导干部评价称，廖俊波的特点为敬业、工作狂；而廖在邵武工作时期的老同事、邵武市人大常委会主任熊贻荣评价廖俊波“做事有原则，也有方法”；时任拿口镇镇长王利平评价廖“待人接物既干练，又让人舒适”。另外，曾任中共政和县委常委、宣传部长，后任南平市文广新局副局长的王松雄评价廖“他的布局站位很高，看问题看得很远。”
而武夷新区管委会副主任吴永忠评价称，廖俊波“工作能力强，善于学习，关心干部成长，认真对待群众诉求，只会提前、从不拖后，民有所呼、必有所应”；中共南平市委副书记张国旺表示，廖俊波“担当尽责、心系群众”。

## 家庭与个人生活
廖俊波的妻子名为林莉，与廖俊波为南平师专的同班同学。两人毕业后，林莉分配到桂林乡中学授课，一个学期后调到廖所在的大埠岗中学授课，目前任南平一中的物理教师，对孩子的要求也很严格。两人育有一女，名叫廖质琪，在武汉的一所大学就读。
廖俊波与林莉夫妇有玩网游的爱好，他们以“无畏剑客”为名扮演角色。而廖家很少有旅行的机会。
廖俊波生前曾表示，认为“自己可以活到八十几岁”。他曾打算在六十岁退休之后，花二十年的时间学习两样，一个是儒释道三家选一样，而另一个还没有想好。而廖俊波之妻林莉则希望廖退休之后能及时考取驾照，然后买辆车，一家人一起自驾游。

## 相关影视作品
- 《不忘初心——廖俊波的故事》：由福建电影制片厂、福建省广播影视集团电视新闻频道和中国华侨公益基金会中国双创帮扶公益基金联合制作的电视专题片，以电影人、电视人的视角和视听呈现的纪实性、生动性讲述廖俊波的人生经历，时长约30分钟，2017年6月29日开机[17]。
- 《一诺无悔》：由欧阳奋强执导，郭广平、何政军、傅淼等主演的电视剧，2020年4月3日在央视一套首播。[18]

## 相关图书
- 《向廖俊波同志学习》编写组. . 北京: 中共中央党校出版社. 2017. ISBN 9787503561108.
- 时代楷模廖俊波干部学习读本编委会. . 北京: 中共中央党校出版社. 2017. ISBN 9787503561382.
- 中共南平市委宣传部. . 厦门: 鹭江出版社. 2017. ISBN 9787545913620.
- 王国平. . 北京: 人民出版社. 2017. ISBN 9787010179377.
- 古道、若文. . 福州: 海峡文艺出版社. 2017. ISBN 9787555012900.
- 本书编写组. . 厦门: 鹭江出版社. 2017. ISBN 9787545913477.
- 中共中央组织部办公厅. . 北京: 党建读物出版社. 2017-08-01. ISBN 9787509909218.
- 中共中央宣传部宣传教育局. . 北京: 学习出版社. 2017-08-01. ISBN 9787514708066.
- 本书编写组. . 北京: 新华出版社. 2017-07-01. ISBN 9787516633625.
- 任仲文. . 北京: 人民日报出版社. 2017-05-01. ISBN 9787511547118.
- 中共中央组织部新闻和网络宣传办公室，中共福建省委组织部. . 北京: 党建读物出版社. 2017-10-01. ISBN 9787509909249.
- 孙朱萍. . 福州: 福建美术出版社. 2017－9. ISBN 9787539337074.